# Saint-Algis

Saint-Algis este o comună în departamentul Aisne din nordul Franței. În 1 ianuarie 2022 avea o populație de 148 de locuitori.